# Тенко Славов
Тенко Славов Лошев е известен български музикант и композитор.
Роден е на 16.03.1950 г. в Стара Загора.
Започва да работи с група „Фактор“ на Весо Тодоров – Кокала. Групата скоро е поканена да свири с Емил Димитров и се преименува на оркестър „Синьо-белите“, а ръководител ѝ става Тенко Славов Лошев.  Свири и в групите „Макове“ и Тангра. По-късно основава и група „Тест“.
Най-известния му хит е песента „Ако имаш време“, спечелила първа награда на „Младежкият конкурс за забавна песен“ през 1978 г.